# مجله مطالعات استراتژیک
مجله مطالعات استراتژیک یک ژورنال دانشگاهی داوری همتا است که در زمینه مطالعات راهبردی نظامی و دیپلماتیک بحث می‌کند. این مجله در سال ۱۹۷۸ توسط جان گوچ (سردبیر مجله) در دانشگاه لیدز پایه‌گذاری شد. سردبیران کنونی این مجله جو مایولو از دانشگاه کینگز لندن و توماس جی. مانکِن از دانشگاه جانز هاپکینز هستند.
بر اساس گزارش استنادی مجلات در سال ۲۰۱۵، ضریب تأثیر این مجله ۰/۸۹۵ بوده است.